# Randråttor
Randråttor (Chrotomys) är ett släkte i familjen råttdjur (Muridae) med fem arter som förekommer på den filippinska ön Luzon och andra öar i samma region.

## Beskrivning
Arterna når en kroppslängd (huvud och bål) av 15 till 20 cm, en svansläng av 9 till 12 cm och en vikt mellan 115 och 190 gram. Sitt namn fick de på grund av två svarta eller orange ränder på ryggen som annars har en grå eller brun färg. Randråttor har små ögon, medelstora öron och en jämförelsevis kort svans.
Individerna vistas i den tropiska regnskogen från låglandet till 2 600 meters höjd. Det är inte mycket känt om deras levnadssätt. Födan utgörs av rotfrukter, gräs och småkryp som daggmaskar.

## Systematik
Inom underfamiljen Murinae tillhör släktet en släktgrupp som efter släktet kallas Chrotomys-grupp. Till gruppen räknas även släktena näsråttor (Rhynchomys), Apomys och Archboldomys.
Enligt en genetisk undersökning av Lecompte et al. (2008) tillhör Chrotomys-gruppen en utvecklingslinje som främst bildas av råttdjur från Nya Guinea och Australien. Denna evolutionära gren kallas ibland tribus Hydromyini. Andra råttdjur från Filippinerna tillhör däremot ett annat tribus. Randråttor är inte heller närmare släkt med de egentliga råttorna (Rattus).
Wilson & Reeder (2005) skiljer mellan fyra arter och senare samma år tillkom en femte art.
- Chrotomys gonzalesi lever i södra Luzons bergstrakter.
- Chrotomys mindorensis förekommer i låglandet på Luzon och Mindoro.
- Chrotomys sibuyanensis beskrevs först 2005 av Rickart et. al., den är endemisk för ön Sibuyan.
- Chrotomys silaceus hittas i bergstrakter på norra Luzon.
- Chrotomys whiteheadi lever likaså i bergstrakter på norra Luzon.

## Status
IUCN listar C. gonzalesi och C. mindorensis som nära hotad (NT), C. sibuyanensis med kunskapsbrist (DD) och de andra två som livskraftig (LC).